# Lerchenborg
Lerchenborg der oprindeligt hed Østrupgaard er en herregård og et gods der ligger i nærheden af Kalundborg oprettet i 1703 af den oprindelige landsby Østrups jorde. Den nuværende hovedbygning er opført 1743-1753 af general Christian Lerche (optaget i grevestanden 1751) som stamhuset for den danske lensgrevelige slægt Lerche-Lerchenborg. Det var administrativt centrum for Grevskabet Lerchenborg.
Hovedbygningen, avlsbygningerne og parken er anlagt strengt symmetrisk efter barokkens krav og udgør en sjælden arkitektonisk helhed.
Lerchenborg Gods er på 692 hektar.
Udformningen af Lerchenborg har en del fællestræk med Stiftsgården i Trondheim, Norge, der blev bygget fra 1774-1778 af Cecilie Christine Schøller, givetvis med Christian Lerche som arkitekt.
I december 2015 åbnede Skandinaviens største solcellepark ved Lerchenborg. Den maksimale effekt er 61 MW og kan levere strøm til 30.000 husstande. Det blev opført af det tyske firma Wirsol.

## Ejere af Lerchenborg
- (1300-1658) Kronen
- (1658-1680) Gabriel Marselis
- (1680-1703) Frants Marselis
- (1703-1722) Carl von Ahlefeldt
- (1722-1724) Ulrikke Amalie Danneskiold-Laurvig
- (1724-1726) Christoffer Watkinson
- (1726-1729) Christoffer Watkinsons dødsbo
- (1729-1742) John de Thornton
- (1742-1757) Christian Lerche
- (1757-1766) Amalie Margrethe Christiane Caroline af Leiningen-Westerburg, gift Lerche
- (1766-1798) Georg Flemming Lerche
- (1798-1852) Christian Cornelius Lerche-Lerchenborg
- (1852-1885) Christian Albrecht Lerche
- (1885-1927) Christian Cornelius Lubbi Lerche-Lerchenborg
- (1927-1928) J. Bruhn
- (1928-1950) Peter Andreas Lund
- (1950-1952) Enkefru Marie Lund
- (1952) Statens Jordlovsudvalg
- (1952-1970) Christian Albrecht Frederik Lerche-Lerchenborg
- (1970-1985) Christian Alfred Vincents Lerche-Lerchenborg
- (1985-) Christian Cornelius Knud Lerche-Lerchenborg